# Tabernaemontana antheonycta
Espèce
Statut de conservation UICN

 VU B1+2c : Vulnérable
Tabernaemontana antheonycta est une espèce de plantes à fleurs de la famille des Apocynaceae.

## Publication originale
- A Revision of ~Tabernaemontana~ 117. 1991.